# Tokyo Family
Tokyo Family (jap. 東京家族, Tōkyō Kazoku) ist ein japanisches Filmdrama aus dem Jahr 2013. Es stammt von dem Regisseur Yōji Yamada und ist eine Neuverfilmung von Ozus Die Reise nach Tokyo. Der Film hatte seine Uraufführung am 19. Januar 2013 in Japan und wurde im Februar 2013 auf der Berlinale 2013 gezeigt.

## Handlung
Das ältere Ehepaar Shukichi und Tomiko Hirayama reist aus der Provinz in die Hauptstadt Tokio, um die Kinder und Enkel zu besuchen. Doch weder ihr ältester Sohn Koichi, ein erfolgreicher Arzt, noch Tochter Shigekoko oder ihr jüngster Sohn haben so richtig Zeit für sie.
Der Film spielt in Tokyo und Ōsakikamijima, Hiroshima.

## Rezeption
Der Film nahm weltweit 1,56 Billionen Yen (13,4 Millionen Euro) ein. Auf Rotten Tomatoes erreicht Tokyo Family eine Zuschauerzustimmung (audience score) von 91 Prozent.
Maggie Lee zeigte sich im Branchenfachblatt Variety enttäuscht: „Dazu vorherbestimmt, Ozu-Anhänger zu verärgern und das Mainstream-Publikum zu langweilen, bietet Tokyo Family eine farblose und schwer verdauliche Hommage an Die Reise nach Tokyo.“